# Peter Bonetti
Peter Phillip Bonetti (Putney, 27 settembre 1941 – Londra, 12 aprile 2020) è stato un calciatore inglese, di ruolo portiere.
Era noto per la sua manovrabilità sicura, i riflessi fulminei e il suo stile aggraziato, per il quale gli fu dato il soprannome di The Cat. Era uno dei tanti portieri (Gordon West dell'Everton era un altro) specializzato nel rilancio del pallone con un braccio solo, il quale poteva raggiungere una distanza simile a un calcio di rinvio
Numero 1 del Chelsea per quasi due decenni, ha partecipato a due campionati mondiali di calcio con la nazionale inglese, divenendo campione del mondo nel 1966.
Bonetti ha giocato sette volte per l'Inghilterra ma ha servito principalmente la squadra come supporto di Gordon Banks; faceva parte della squadra vincente dell'Inghilterra alla Coppa del Mondo FIFA 1966, ma non ha giocato. Ha ricevuto tardivamente una medaglia dei vincitori nel 2009, dopo che la Federcalcio ha condotto una campagna di successo per il riconoscimento dei membri della squadra. Dopo che Banks si ammalò prima dei quarti di finale della Coppa del Mondo FIFA 1970, Bonetti giocò mentre l'Inghilterra perdeva 3–2 contro la Germania Ovest.

## Biografia
Bonetti nacque in un sobborgo di Londra da genitori svizzeri e, più precisamente, ticinesi. La sua famiglia si trasferì a Worthing, nel Sussex, nel 1948. I suoi genitori gestivano un caffè sul lungomare vicino al Dome Cinema.
È scomparso il 12 aprile 2020 all'età di 78 anni dopo una lunga malattia.

## Caratteristiche tecniche
Era un portiere dotato di ottimi riflessi tanto da essere soprannominato The Cat.

## Carriera

### Club

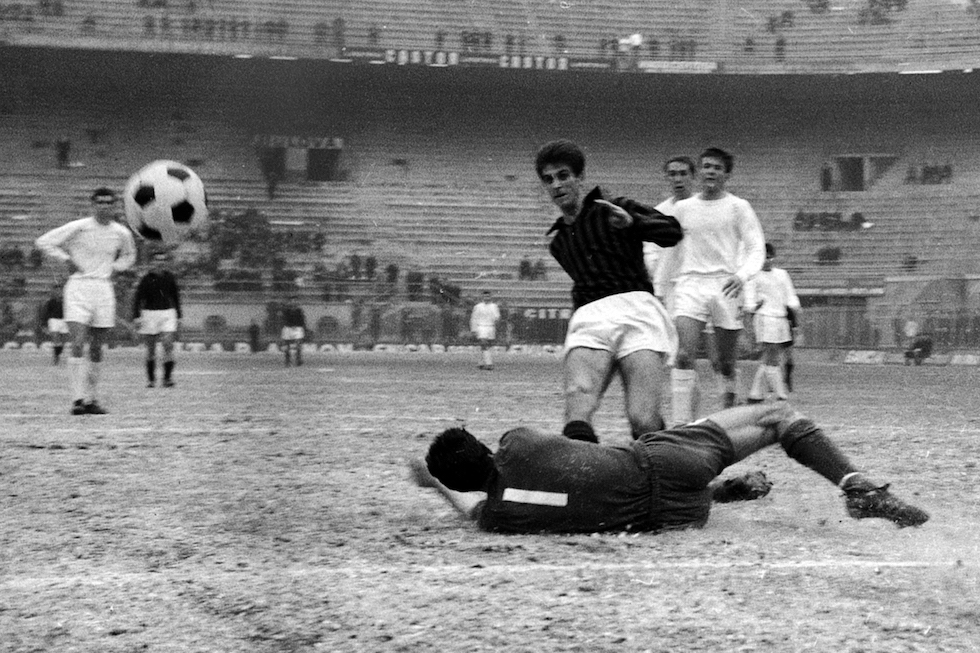
Bonetti (n. 1) al Chelsea, mentre tenta vanamente di opporsi al tiro del milanista Rivera in una trasferta di Coppa delle Fiere.

Iniziò la carriera nelle giovanili del Reading. Nel 1960, grazie ad una lettera di sua madre al manager del Chelsea, Ted Drake, ottenne un provino con i Pensioners, che lo ingaggiarono e lo fecero esordire in prima squadra quello stesso anno.
Bonetti emerse subito come una figura chiave del giovane team londinese, di cui facevano parte anche Bobby Tambling, Terry Venables, John Hollins e Barry Bridges, e che conquistò la promozione in First Division. Per i suoi prodigiosi riflessi venne soprannominato The Cat ("Il gatto").
Per i successivi quindici anni Bonetti fu titolare inamovibile della porta del Chelsea, raggiungendo due volte la finale della Coppa d'Inghilterra, che vinse nel 1970 con due prestazioni eccellenti contro il Leeds United. L'anno successivo al palmarès del portiere si aggiunse anche la Coppa delle Coppe, vinta in finale contro il Real Madrid.
Nel 1975 Bonetti lasciò il Chelsea per fare una breve esperienza nella NASL con la maglia dei St. Louis Stars. Dopo una sola stagione, in cui comunque guidò la squadra alla semifinale play-off, ritornò ai Blues dove giocò per altri quattro anni.
Nel 1979, dopo 729 presenze (il secondo per partite giocate con la maglia del Chelsea dietro Ron Harris), lasciò Londra e si trasferì in Scozia, dove giocò qualche partita con la maglia del Dundee United prima di abbandonare definitivamente il calcio giocato.

### Nazionale
Vanta 7 presenze con la Nazionale inglese, di cui una nei quarti di finale dei Mondiali del 1970, persi 3-2 contro la Germania; in quell'occasione due suoi errori si rivelarono decisivi per l'eliminazione degli inglesi. Precedentemente era stato la riserva di Gordon Banks nei vittoriosi Mondiali del 1966.

### Dopo il ritiro

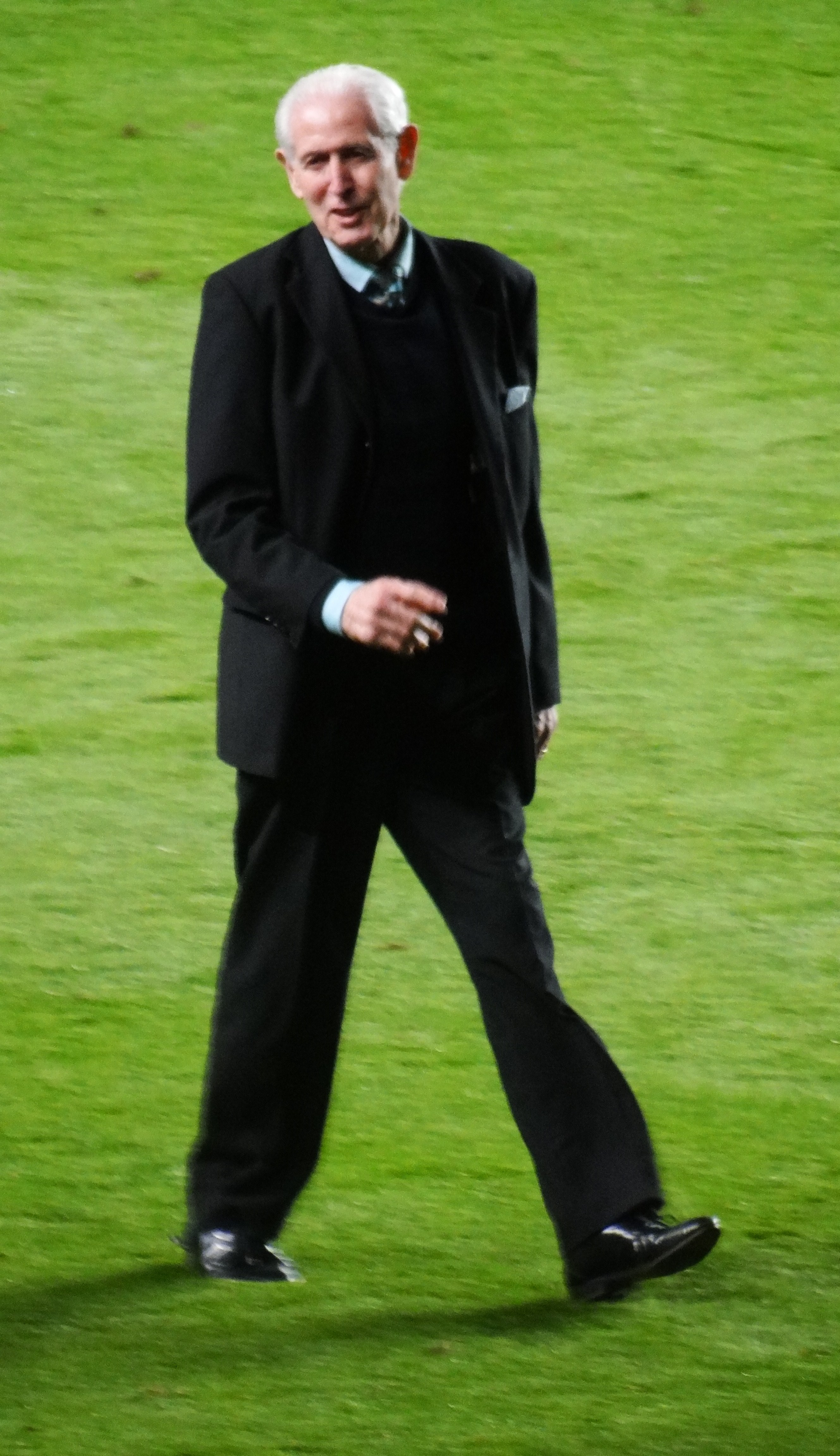
Bonetti nel 2014

Dopo aver lasciato il Chelsea, Bonetti si è trasferito sull'isola di Mull dove ha gestito una pensione ed è diventato postino. Mentre viveva in Scozia, ha lasciato brevemente l'attività della pensione per fare diverse apparizioni con il Dundee United come sostituto di Hamish McAlpine. Dopo il suo ritiro dal calcio, Bonetti è passato all'attività di allenatore e ha lavorato con il Chelsea e la nazionale inglese, oltre a lavorare con Kevin Keegan al Newcastle United, Fulham e Manchester City.
Durante il suo periodo come allenatore del Chelsea, ha giocato due partite per il Woking della Isthmian League Division Two, incluso un debutto in FA Cup con una vittoria per 1-0 contro la squadra della Football Conference del Weymouth.

## Statistiche

### Cronologia presenze e reti in nazionale
| Cronologia completa delle presenze e delle reti in nazionale ― Inghilterra | Cronologia completa delle presenze e delle reti in nazionale ― Inghilterra | Cronologia completa delle presenze e delle reti in nazionale ― Inghilterra | Cronologia completa delle presenze e delle reti in nazionale ― Inghilterra | Cronologia completa delle presenze e delle reti in nazionale ― Inghilterra | Cronologia completa delle presenze e delle reti in nazionale ― Inghilterra | Cronologia completa delle presenze e delle reti in nazionale ― Inghilterra | Cronologia completa delle presenze e delle reti in nazionale ― Inghilterra |
| Data                                                                       | Città                                                                      | In casa                                                                    | Risultato                                                                  | Ospiti                                                                     | Competizione                                                               | Reti                                                                       | Note                                                                       |
| -------------------------------------------------------------------------- | -------------------------------------------------------------------------- | -------------------------------------------------------------------------- | -------------------------------------------------------------------------- | -------------------------------------------------------------------------- | -------------------------------------------------------------------------- | -------------------------------------------------------------------------- | -------------------------------------------------------------------------- |
| 3-7-1966                                                                   | Copenaghen                                                                 | Danimarca                                                                  | 0 – 2                                                                      | Inghilterra                                                                | Amichevole                                                                 | -                                                                          |                                                                            |
| 24-5-1967                                                                  | Londra                                                                     | Inghilterra                                                                | 2 – 0                                                                      | Spagna                                                                     | Amichevole                                                                 | -                                                                          |                                                                            |
| 27-5-1967                                                                  | Vienna                                                                     | Austria                                                                    | 0 – 1                                                                      | Inghilterra                                                                | Amichevole                                                                 | -                                                                          |                                                                            |
| 8-5-1968                                                                   | Madrid                                                                     | Spagna                                                                     | 1 – 2                                                                      | Inghilterra                                                                | Qual. Euro 1968                                                            | -1                                                                         |                                                                            |
| 5-11-1969                                                                  | Amsterdam                                                                  | Paesi Bassi                                                                | 0 – 1                                                                      | Inghilterra                                                                | Amichevole                                                                 | -                                                                          |                                                                            |
| 10-12-1969                                                                 | Londra                                                                     | Inghilterra                                                                | 1 – 0                                                                      | Portogallo                                                                 | Amichevole                                                                 | -                                                                          |                                                                            |
| 14-6-1970                                                                  | León                                                                       | Germania Ovest                                                             | 3 – 2 dts                                                                  | Inghilterra                                                                | Mondiali 1970 - Quarti di finale                                           | -3                                                                         |                                                                            |
| Totale                                                                     |                                                                            | Presenze                                                                   | 7                                                                          |                                                                            | Reti                                                                       | −4                                                                         |                                                                            |

## Palmarès

### Club

#### Competizioni nazionali
- Coppa di Lega inglese: 1

Chelsea: 1964-1965
- Coppa d'Inghilterra: 1

Chelsea: 1969-1970

#### Competizioni internazionali
- Coppa delle Coppe: 1

Chelsea: 1970-1971

### Nazionale
- Campionato mondiale: 1

1966